# Huautla de Jiménez
Huautla de Jiménez è un comune situato nello stato messicano di Oaxaca in Messico, il cui capoluogo è la località omonima. Fa parte del distretto Teotitlan nel nord della regione Cañada.
Il nome Huautla deriva dal náhuatl. Nel linguaggio dei Mazatechi la città si chiama "Tejao" (nido dell'aquila). "De Jimérez" fu poi aggiunto in onore del generale Mariano Jiménez, che fu il primo governatore dello stato di Oaxaca nel 1884. Ha fondato la città che è ora sede del Comune.